# Nabor Carrillo
Nabor Carrillo Flores (Ciudad de México, 23 de febrero de 1911-ibidem, 19 de febrero de 1967) fue un ingeniero mexicano, rector de la Universidad Nacional Autónoma de México (UNAM) de 1953 a 1961.
Hijo del célebre músico mexicano Julián Carrillo y la coyoacanense Maura Flores, estudió en la Escuela Nacional Preparatoria y posteriormente ingresó a la Escuela Nacional de Ingeniería, donde se tituló como ingeniero civil.
Fue rector de la Universidad Nacional Autónoma de México de 1953 a 1961 y que quedara inmortalizado por la frase «Infundir principios y valores, responsabilidad de la Universidad». Fue galardonado con el  Premio Nacional de Ciencias y Artes  en 1957. Sus restos fueron trasladados a la Rotonda de las personas ilustres el 28 de enero de 1975.

## Estudios
Ingresó a la Escuela Nacional de Ingeniería de la Universidad Nacional Autónoma de México (UNAM) en donde se tituló como ingeniero civil en 1939. Obtuvo la beca Guggenheim, la cual le permitió conseguir el doctorado en Ciencias por la Universidad de Harvard, donde fue alumno del profesor Arthur Casagrande y el mejor estudiante que pudo haber tenido, de acuerdo a lo dicho por el mismo profesor en el libro El hundimiento de la Ciudad de México, Proyecto Texcoco. Se especializó en mecánica de suelos. Desde 1947 fue coordinador de investigación científica en su alma mater, promovió el estudio de la física nuclear y la creación del laboratorio Van de Graaff.

## Rector de la UNAM
La tarea principal del rector Nabor Carrillo, durante el año de 1953, fue planear el traslado a la Ciudad Universitaria de los edificios que ocupaban las diferentes escuelas, oficinas administrativas e institutos de investigación, así como también la Facultad de Filosofía y Letras.
El Dr. Carrillo tuvo que mover sus influencias con el gobierno[cita requerida], vía su hermano Antonio Carrillo Flores que se desempeñaba como Secretario de Hacienda para terminar la construcción del futuro, imponente y nuevo albergue de la máxima casa de estudios.
No fueron pocos los profesores y estudiantes los que fue necesario convencer del cambio, porque pensaban en las entonces deficientísimas comunicaciones entre los diferentes barrios de la capital a la Ciudad Universitaria. Algunos profesores manifestaron su decisión de renunciar a sus cátedras por la misma razón antes dicha, añadiendo el tiempo que perderían para dar una hora de clase, ya fuese diaria o terciada. En aquellos tiempos eran muy pocos los profesores de carrera cuya denominación se cambió por la de Profesores de Tiempo Completo y de Medio Tiempo, probablemente, ya muy avanzado el primer período de la gestión de Carrillo. En 1961, terminado su período como rector, Carrillo se dedicó a la investigación sobre energía nuclear. En 1966 fue vocal del proyecto Texcoco para la captación de aguas en el vaso regulador de aguas del Valle de México.

## Lago de Texcoco
En 1965 se instauró el Plan Texcoco, encabezado por los ingenieros Nabor Carrillo y Gerardo Cruickshank. El planteamiento central del mismo consistía en la verificación de la permeabilidad y la saturación de los suelos en zonas lacustres de las áreas aun baldías del viejo lago.

## Reconocimientos
- La escuela secundaria número 88 de la Ciudad de México lleva su nombre y está ubicada en Av. del Taller 88, Jardín Balbuena, 15900, Ciudad de México, CDMX número telefónico:55 5571 4162
- El cráter lunar Carrillo lleva este nombre en su honor.[4]

- El vaso acuífero receptor de aguas residuales junto a la autopista México-Texcoco y una de las casetas de cobro de la autopista Pirámides-Texcoco llevan el nombre de Nabor Carrillo

- Sus restos están enterrados en la Rotonda de las Personas Ilustres (México).